# Västra Göinge härads sparbank
Västra Göinge härads sparbank var en sparbank i Hässleholm 1841-1977.
Banken stiftades 1841 som den andra sparbanken i Kristianstads län (efter Sparbanken i Kristianstad). Initiativtagare var prosten P. Jönsson i Stoby.
De första åren var banken inhyst i Röinge gästgivaregård och flyttade senare till Cronsells gård. Några år efter att järnvägen kommit till Hässleholm flyttades verksamheten till tingshuset, byggt 1866. Först 1928 fick banken ett eget hus vid Stortorget.
Hässleholm fick en andra sparbank 1891 när Hässleholms sparbank grundades.
Brönnestads sparbank, grundad 1918, införlivades 1971 i Västra Göinge sparbank.
1977 slogs Västra Göinge sparbank ihop med Hässleholms sparbank, Hästveda sparbank, Hörja sparbank, Loshults sparbank, Osby sockens sparbank, Sösdala sparbank, Verums sockens sparbank och Örkeneds sparbank för att bilda Sparbanken Göinge. 1984 gick Sparbanken Göinge upp i Sparbanken Skåne som senare skulle bli en del av Sparbanken Sverige (1992) och Föreningssparbanken (1997). Den 1 januari 2008 såldes Swedbank Hässleholm/Osby till Kristianstads Sparbank som senare samma år bytte namn till Sparbanken 1826. Sedan maj 2014 är återstoden denna bank en del av nya Sparbanken Skåne.

## Källhänvisningar
1. 1 2   Sparbanken 1826 185 år. 2010. Arkiverad från originalet den 9 oktober 2016. https://www.webcitation.org/6l88RchiO?url=http://iqpager.quid.se/pdf2swf/files/User115361969/UploadedPDF/Sparbanken1826_Jubileumsbok_185ar_iqpager.pdf. Läst 12 november 2016 Arkiverad 4 mars 2016 hämtat från the Wayback Machine.
2. ↑  Domsagohistorik: Hässleholms tingsrätt, Elsa Trolle Önnerfors, Tings- och rådhusinventeringen 1996 - 2007
3. ↑  Sparbankerna 1971, Statistiska centralbyrån, 1972